# Frauen im Westen
Frauen im Westen (Femmes de l’ouest) ist ein 1991 erschienener Comic.

## Hintergrund
Der Band fasst drei ausgewählte Kurzgeschichten von Paolo Eleuteri Serpieri zusammen. Die
Westernepisoden erschienen im italienischen Magazin Lanciostory. Bagheera veröffentlichte das Album. Die deutsche Version brachte Alpha heraus.

## Kurzgeschichten
- Battere il colpo (Lanciostory, 1978, 22 Seiten)
- Donne alla frontiera (Lanciostory, 1979, 14 Seiten)
- L’uomo che non aveva i pollici (Lanciostory, 1980, 19 Seiten)